# جو فراست
جوآن فراست (به انگلیسی: Joanne Frost) (زادهٔ ۲۷ ژوئن ۱۹۷۱) مشهور به جو فراست، پرستار بچه و یک شخصیت تلویزیونی است. او سه کتاب مراقبت از کودکان نوشته است و کار خود را از سال ۱۹۸۹ آغاز کرد.